# Welf II
Welf II (mort entre 858 et 876), issu de l'ancienne maison Welf, fut comte dans le Linzgau au lac de Constance en 842/850 et dans l'Alpgau au sud de la Forêt-Noire de 852 à 858, et peut-être aussi dans l'Argengau (de) voisin. Seigneur en Alémanie, il est probablement l'ancêtre des Welf souabes, comtes d'Altdorf.

## Biographie
Il est possiblement un fils de Conrad Ier de Bourgogne (mort entre 862 et 866), comte de Paris et d'Auxerre, et de son épouse Adélaïde (Aelis, morte après 866), fille du comte Hugues de Tours issue de la famille des Étichonides. Mais il se trouve que le père de Welf II est le frère de Conrad Ier, Rodolphe (mort en 866).
Les terres souabes étaient la propriété de son père, conseiller et beau-frère de l'empereur Louis le Pieux. Conrad Ier et ses fils entretiennent également des bonnes relations avec Louis le Germanique, roi de Francie orientale, jusqu'à ce qu'ils se tournèrent vers la Francie occidentale sous Charles II le Chauve en 859 et ont ainsi perdu leurs biens.
De son épouse Edwige de Buchau, Welf II a un fils Etichon Ier (Ato, né vers 849 et mort le 4 juillet 907), comte dans l'Ammergau en Bavière. Parmi ses descendants sont saint Conrad de Constance (mort en 975), le comte Welf II d'Altdorf (mort en 1030) et Welf III (mort en 1055), duc de Carinthie et margrave de Vérone.